# Roeslerstammia metaplastica
Roeslerstammia metaplastica är en fjärilsart som beskrevs av Edward Meyrick 1922. Roeslerstammia metaplastica ingår i släktet Roeslerstammia och familjen bronsmalar. Inga underarter finns listade.